# Saison 2015 des Marlins de Miami
La saison 2015 des Marlins de Miami est la 23e saison en Ligue majeure de baseball pour cette franchise.
Après un départ de 16 victoires et 22 défaites en 2015, les Marlins congédient le gérant Mike Redmond pour le remplacer, dans un geste inusité, par le directeur général Dan Jennings. Le bilan de ce dernier n'est guère mieux et Miami, avec 6 défaites de plus qu'en 2014, termine 10e sur 15 clubs de la Ligue nationale avec 71 succès et 91 revers et connaît une 6e saison perdante de suite. Les faits saillants de la saison appartiennent surtout au vétéran Ichiro Suzuki, qui à 41 ans continue d'améliorer son incroyable bilan dans le baseball professionnel, et à Dee Gordon qui est le premier joueur depuis Jackie Robinson en 1949 à être champion frappeur et champion voleur de buts de la Ligue nationale la même année.

## Contexte
Malgré une 5e saison perdante de suite et une fiche déficitaire de 77 victoires et 85 défaites, les Marlins font en 2014 mieux que ne le prédisaient les experts, à plus forte raison après la perte de leur jeune lanceur vedette José Fernández, dont l'opération au bras subie en mai entraîne une convalescence d'au moins un an. Miami remporte 15 matchs de plus que la saison précédente et termine 4e sur 5 clubs dans la division Est de la Ligue nationale.

## Intersaison

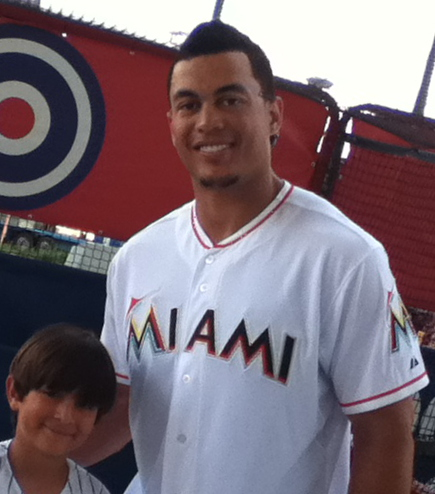
Giancarlo Stanton.

Les Marlins posent le 19 novembre 2014 un geste important pour l'avenir de leur franchise : ils prolongent de 13 saisons le contrat de leur meilleur joueur, le voltigeur de 25 ans Giancarlo Stanton. L'entente d'une valeur totale de 325 millions de dollars US et la plus lucrative jamais donnée à un athlète professionnel, tous sports confondus, en Amérique du Nord.
Les Marlins se mettent ensuite au travail pour améliorer leur club en prévision de 2015. Le 28 novembre 2014, ils font l'acquisition du releveur droitier Aaron Crow des Royals de Kansas City, en échange de deux lanceurs, le gaucher gaucher Brian Flynn et le lanceur droitier Reid Redman.
Le 11 décembre 2014 est une journée occupée avec trois échanges. Le plus notable d'entre eux est celui avec les Dodgers de Los Angeles qui permet aux Marlins d'acquérir Dee Gordon, joueur de deuxième et champion voleur de buts de la Ligue nationale en 2014, ainsi que le lanceur partant droitier Dan Haren et l'arrêt-court Miguel Rojas. En échange, Miami cède aux Dodgers le lanceur de relève droitier Chris Hatcher, le receveur-deuxième but des ligues mineures Austin Barnes, le joueur d'utilité Enrique Hernández et le lanceur gaucher Andrew Heaney.

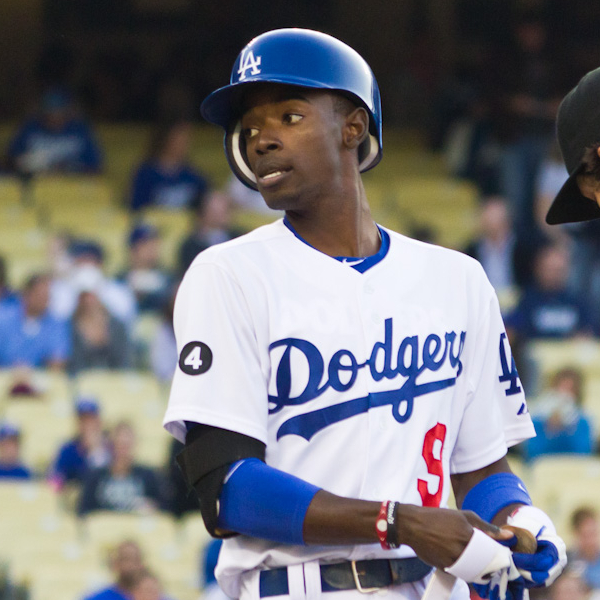
Dee Gordon est acquis des Dodgers de Los Angeles avant la saison 2015.

Également le 11 décembre, Miami fait l'acquisition du lanceur partant droitier Mat Latos des Reds de Cincinnati, en échange du lanceur droitier Anthony DeSclafani et du receveur Chad Wallach. Puis le releveur gaucher Dan Jennings est transféré aux White Sox de Chicago pour le lanceur droitier André Rienzo.
Le 17 décembre 2014, le joueur de premier but et voltigeur Michael Morse, devenu agent libre après avoir remporté la Série mondiale 2014 avec San Francisco, signe un contrat de deux saisons avec les Marlins. Le 19 décembre, la franchise floridienne transige avec les Yankees de New York pour obtenir le lanceur droitier David Phelps et le joueur de troisième but Martín Prado, en retour des lanceurs droitiers Nathan Eovaldi et Domingo German ainsi que du joueur de premier but Garrett Jones. Le lendemain, le troisième but Casey McGehee est transféré aux Giants de San Francisco en retour de Kendry Flores et Luis Castillo, deux lanceurs droitiers des ligues mineures. Enfin, le 23 décembre 2014, les Marlins réclament le lanceur de relève droitier Preston Claiborne, anciennement des Yankees, au ballottage.
Le 27 janvier 2015, le voltigeur de 41 ans Ichiro Suzuki signe un contrat d'un an avec les Marlins.
Le 22 mars 2015, les Marlins accordent un contrat à long terme de 49,5 millions de dollars pour 7 ans, en plus d'une option pour une 8e année, à leur voltigeur Christian Yelich.

## Calendrier pré-saison
L'entraînement de printemps 2015 des Marlins se déroule du 2 mars au 4 avril.

## Saison régulière
La saison régulière de 162 matchs des Marlins débute le 6 avril par la visite au Marlins Park des Braves d'Atlanta et se termine le 4 octobre suivant.

### Classement
| Ligue nationale division Est | V  | D  | %    | Diff. | Diff. (séries) |
| ---------------------------- | -- | -- | ---- | ----- | -------------- |
| Mets de New York             | 90 | 72 | ,556 | -     | -              |
| Nationals de Washington      | 83 | 79 | ,512 | 7     | 14             |
| Marlins de Miami             | 71 | 91 | ,438 | 19    | 26             |
| Braves d'Atlanta             | 67 | 95 | ,414 | 23    | 30             |
| Phillies de Philadelphie     | 63 | 99 | ,389 | 27    | 34             |

### Avril
- 16 avril : Dans un match face aux Mets de New York, Giancarlo Stanton frappe son 155e coup de circuit en carrière pour dépasser les 154 réussis par Dan Uggla entre 2006 et 2010 et ainsi établir le nouveau record de franchise des Marlins[22].
- 25 avril : Contre Washington, Ichiro Suzuki marque son 1 968e point en carrière (1 310 dans les Ligues majeures et 658 au Japon), le plus haut total de l'histoire pour un joueur japonais, devant les 1 967 de Sadaharu Oh[23].

### Mai
- 17 mai : Les Marlins (16 victoires, 22 défaites), congédient leur gérant Mike Redmond, qui était en poste depuis le début de la saison 2013[24].
- 18 mai : Dans un geste peu commun qui étonne les observateurs, les Marlins annoncent que Dan Jennings, leur directeur général, remplace Mike Redmond comme gérant de l'équipe[25].

### Juin
- 26 juin : La vedette Giancarlo Stanton, des Marlins, meneur des majeures pour les coups de circuit, se brise l'os hamatum du poignet gauche lors d'un match face aux Dodgers de Los Angeles, l'envoyant sur la liste des joueurs blessés pour une période de 4 à 6 semaines[26].

### Juillet
- 2 juillet : 
  - Absent du jeu depuis le 9 mai 2014 après une opération Tommy John, le lanceur José Fernández effectue contre San Francisco son retour au jeu pour les Marlins[27].
  - Malgré son récent ajout à la liste des blessés, Giancarlo Stanton des Marlins est nommé meilleur joueur du mois de juin 2015 dans la Ligue nationale[28].

### Août
- 14 août : Contre Jaime García des Cardinals de Saint-Louis, Ichiro Suzuki, des Marlins, réussit le 4 191e coup sûr de sa carrière professionnelle (incluant ses statistiques au Japon), le même nombre que Ty Cobb, détenteur du second plus haut total de l'histoire des majeures[29].
- 15 août : Ichiro Suzuki dépasse Ty Cobb avec son 4 192e coup sûr, réussi aux dépens de John Lackey des Cardinals[30].

### Octobre
- 4 octobre : Au dernier match de la saison des Marlins à Philadelphie, le vétéran Ichiro Suzuki fait ses débuts comme lanceur en lançant une manche face aux Phillies[31].
- 5 octobre : Justin Bour des Marlins est nommé meilleure recrue du mois de septembre 2015 dans la Ligue nationale[32].

## Affiliations en ligues mineures
| Niveau            | Équipe                         | Ligue                         |
| ----------------- | ------------------------------ | ----------------------------- |
| AAA               | Zephyrs de La Nouvelle-Orléans | Ligue de la côte du Pacifique |
| AA                | Suns de Jacksonville           | Southern League               |
| A-Advanced        | Hammerheads de Jupiter         | Ligue de l'État de Floride    |
| A                 | Grasshoppers de Greensboro     | South Atlantic League         |
| A (saison courte) | Muckdogs de Batavia            | New York - Penn League        |
| Ligue des recrues | GCL Marlins                    | Gulf Coast League             |
| Ligue des recrues | DSL Marlins                    | Dominican Summer League       |